# Kanna (Giappone)
Kanna (神流町?) è una cittadina giapponese della prefettura di Gunma.